# San Ferdinando (Napels)
San Ferdinando is een historische centrumwijk van de Italiaanse stad Napels. De in het centrum aan de Golf van Napels gelegen wijk heeft ongeveer 18.000 inwoners. De wijk heeft een bevolkingsdichtheid van meer dan 20.000 inwoners/km². Dit is evenwel nog altijd veel minder dan een halve eeuw geleden, toen in 1961 niet minder dan 36.205 personen in de wijk woonden. De wijk maakt samen met de eveneens aan het water gelegen rijke wijken Chiaia en Posillipo het stadsdeel Municipalità 1 uit.
San Ferdinando is het eerste kwartier (quartiere) van de stad en grenst aan de wijken Montecalvario, San Giuseppe, Porto en Chiaia. In San Ferdinando staat de grote heuvel Pizzofalcone, waar eertijds de koningen van Anjou valkenjachten organiseerden. De Via Chiai wordt overwelfd door een brug, de Ponte di Chiaia, tegenaan de Pizzofalcone.
Het Piazza del Municipio, het grote centrale plein van de stad maakt deel uit van de wijk, evenals de Piazza della Vittoria en de Piazza del Plebiscito. In de wijk bevinden zich onder meer de Biblioteca nazionale Vittorio Emanuele III en het Palazzo Reale, het paleis van de prefectuur en de basiliek Franciscus van Paola, alle aan hetzelfde plein Piazza del Plebiscito; eveneens in de wijk is er het Teatro San Carlo, de Galleria Umberto I en de Chiesa di San Ferdinando, kerk waarnaar de wijk genoemd is. Aan de zee staat een fontein uit de Spaanse tijd: de Fontana del Gigante.